# Nephrotoma machadoi
Nephrotoma machadoi är en tvåvingeart som beskrevs av Alexander 1963. Nephrotoma machadoi ingår i släktet Nephrotoma och familjen storharkrankar.
Artens utbredningsområde är Angola. Inga underarter finns listade i Catalogue of Life.